# ATC kod L03
ATC kod L03 Imunostimulanti su terapeutska podgrupa sistema za anatomsko terapeutsko hemijsku klasifikaciju. Ovaj sistem alfanumeričkih kodova je razvio  za klasifikaciju lekova i drugih medicinskih proizvoda.  Podgrupa L03 je deo anatomske grupe L Antineoplastici i imunomodulirajući agensi.

Kodovi za veterinarsku upotrebu (ATCvet kodovi) se mogu formirati stavljanjem slova Q ispred humanih ATC kodova: QL03... ATCvet kodovi bez odgovarajućeg humanog ATC koda su navedeni sa vodećim Q na sledećoj listi.
Nacionalna izdanja ATC klasifikacije mogu da obuhvataju dodatne kodove koji nisu prisutni na ovoj listi.

## L03AImunostimulanti
L03AA02 Filgrastim
L03AA03 Molgramostim
L03AA09 Sargramostim
L03AA10 Lenograstim
L03AA12 Ancestim
L03AA13 Pegfilgrastim

### L03ABInterferoni
L03AB01 Interferon alfa prirodni
L03AB02 Interferon beta prirodni
L03AB03 Interferon gama
L03AB04 Interferon alfa-2a
L03AB05 Interferon alfa-2b
L03AB06 Interferon alfa-n1
L03AB07 Interferon beta-1a
L03AB08 Interferon beta-1b
L03AB09 Interferon alfakon-1
L03AB10 Peginterferon alfa-2b
L03AB11 Peginterferon alfa-2a
L03AB12 Albinterferon alfa-2b
L03AB60 Peginterferon alfa-2b, kombinacije
L03AB61 Peginterferon alfa-2a, kombinacije
QL03AB90 Interferon omega, mačjeg porekla

### L03ACInterleukini
L03AC01 Aldesleukin
L03AC02 Oprelvekin

### L03AX Drugi imunostimulanti
L03AX01 Lentinan
L03AX02 Rokvinimeks
L03AX03 BCG vakcina
L03AX04 Pegademas
L03AX05 Pidotimod
L03AX07 Poli I:C
L03AX08 Poli ICLC
L03AX09 Timopentin
L03AX10 Imunocijanin
L03AX11 Tasonermin
L03AX12 Melanoma vakcina
L03AX13 Glatiramer acetat
L03AX14 Histamin dihidrohlorid
L03AX15 Mifamurtid
L03AX16 Pleriksafor
L03AX17 Sipuleucel-T